# Lilla Sömmtjärnen
Lilla Sömmtjärnen är en sjö i Ludvika kommun i Dalarna och ingår i Norrströms huvudavrinningsområde.